# Teacher Teacher
„Teacher Teacher” – pięćdziesiąty drugi singel japońskiego zespołu AKB48, wydany w Japonii 30 maja 2018 roku przez You! Be Cool.
Singel został wydany w dziewięciu edycjach: czterech regularnych i czterech limitowanych (Type A, Type B, Type C, Type D) oraz „teatralnej” (CD). Osiągnął 1 pozycję w rankingu Oricon i pozostał na liście przez 21 tygodni. Singel zdobył status potrójnej płyty Milion.

## Lista utworów
Wszystkie utwory zostały napisane przez Yasushiego Akimoto.

### Type A
| CD | CD                                                                               | CD                                    | CD                                    | CD      |
| Nr | Tytuł utworu                                                                     | Kompozycja                            | Aranżacja                             | Długość |
| -- | -------------------------------------------------------------------------------- | ------------------------------------- | ------------------------------------- | ------- |
| 1. | „Teacher Teacher”                                                                | Yūto Hinata, Hirotaka Hayakawa, Belex | Yūto Hinata, Hirotaka Hayakawa, Belex |         |
| 2. | „Kimi wa boku no kaze” (jap. 君は僕の風) (wyk. AKB48 Group Center Exam Senbatsu) | Daisuke Toyama                        | APAZZI                                |         |
| 3. | „Romantic junbi-chū” (jap. ロマンティック準備中) (wyk. Team A)                   | Manabu Marutani                       | Manabu Marutani                       |         |
| 4. | „Teacher Teacher” (off vocal ver.)                                               | Yūto Hinata, Hirotaka Hayakawa, Belex | Yūto Hinata, Hirotaka Hayakawa, Belex |         |
| 5. | „Kimi wa boku no kaze” (jap. 君は僕の風) (off vocal ver.)                        | Daisuke Toyama                        | APAZZI                                |         |
| 6. | „Romantic junbi-chū” (jap. ロマンティック準備中) (off vocal ver.)                | Manabu Marutani                       | Manabu Marutani                       |         |

| DVD | DVD                                                            | DVD     |
| Nr  | Tytuł utworu                                                   | Długość |
| --- | -------------------------------------------------------------- | ------- |
| 1.  | „Teacher Teacher” (Music Video)                                |         |
| 2.  | „Kimi wa boku no kaze” (jap. 君は僕の風) (Music Video)         |         |
| 3.  | „Romantic junbi-chū” (jap. ロマンティック準備中) (Music Video) |         |

### Type B
| CD | CD                                                                               | CD                                    | CD                                    | CD      |
| Nr | Tytuł utworu                                                                     | Kompozycja                            | Aranżacja                             | Długość |
| -- | -------------------------------------------------------------------------------- | ------------------------------------- | ------------------------------------- | ------- |
| 1. | „Teacher Teacher”                                                                | Yūto Hinata, Hirotaka Hayakawa, Belex | Yūto Hinata, Hirotaka Hayakawa, Belex |         |
| 2. | „Kimi wa boku no kaze” (jap. 君は僕の風) (wyk. AKB48 Group Center Exam Senbatsu) | Daisuke Toyama                        | APAZZI                                |         |
| 3. | „Shūden no yoru” (jap. 終電の夜) (wyk. Team K)                                   | CHOCOLATE MIX                         | CHOCOLATE MIX                         |         |
| 4. | „Teacher Teacher” (off vocal ver.)                                               | Yūto Hinata, Hirotaka Hayakawa, Belex | Yūto Hinata, Hirotaka Hayakawa, Belex |         |
| 5. | „Kimi wa boku no kaze” (jap. 君は僕の風) (off vocal ver.)                        | Daisuke Toyama                        | APAZZI                                |         |
| 6. | „Shūden no yoru” (jap. 終電の夜) (off vocal ver.)                                | CHOCOLATE MIX                         | CHOCOLATE MIX                         |         |

| DVD | DVD                                                    | DVD     |
| Nr  | Tytuł utworu                                           | Długość |
| --- | ------------------------------------------------------ | ------- |
| 1.  | „Teacher Teacher” (Music Video)                        |         |
| 2.  | „Kimi wa boku no kaze” (jap. 君は僕の風) (Music Video) |         |
| 3.  | „Shūden no yoru” (jap. 終電の夜) (Music Video)         |         |

### Type C
| CD | CD                                                                               | CD                                    | CD                                    | CD      |
| Nr | Tytuł utworu                                                                     | Kompozycja                            | Aranżacja                             | Długość |
| -- | -------------------------------------------------------------------------------- | ------------------------------------- | ------------------------------------- | ------- |
| 1. | „Teacher Teacher”                                                                | Yūto Hinata, Hirotaka Hayakawa, Belex | Yūto Hinata, Hirotaka Hayakawa, Belex |         |
| 2. | „Kimi wa boku no kaze” (jap. 君は僕の風) (wyk. AKB48 Group Center Exam Senbatsu) | Daisuke Toyama                        | APAZZI                                |         |
| 3. | „Atarashii Chime” (jap. 新しいチャイム) (Team B)                                 | Tomokazu Yamada                       | Makoto Wakatabe                       |         |
| 4. | „Teacher Teacher” (off vocal ver.)                                               | Yūto Hinata, Hirotaka Hayakawa, Belex | Yūto Hinata, Hirotaka Hayakawa, Belex |         |
| 5. | „Kimi wa boku no kaze” (jap. 君は僕の風) (off vocal ver.)                        | Daisuke Toyama                        | APAZZI                                |         |
| 6. | „Atarashii Chime” (jap. 新しいチャイム) (off vocal ver.)                         | Tomokazu Yamada                       | Makoto Wakatabe                       |         |

| DVD | DVD                                                    | DVD     |
| Nr  | Tytuł utworu                                           | Długość |
| --- | ------------------------------------------------------ | ------- |
| 1.  | „Teacher Teacher” (Music Video)                        |         |
| 2.  | „Kimi wa boku no kaze” (jap. 君は僕の風) (Music Video) |         |
| 3.  | „Atarashii Chime” (jap. 新しいチャイム) (Music Video)  |         |

### Type D
| CD | CD                                                                               | CD                                    | CD                                    | CD      |
| Nr | Tytuł utworu                                                                     | Kompozycja                            | Aranżacja                             | Długość |
| -- | -------------------------------------------------------------------------------- | ------------------------------------- | ------------------------------------- | ------- |
| 1. | „Teacher Teacher”                                                                | Yūto Hinata, Hirotaka Hayakawa, Belex | Yūto Hinata, Hirotaka Hayakawa, Belex |         |
| 2. | „Kimi wa boku no kaze” (jap. 君は僕の風) (wyk. AKB48 Group Center Exam Senbatsu) | Daisuke Toyama                        | APAZZI                                |         |
| 3. | „Neko Allergy” (jap. 猫アレルギー) (Team 4)                                      | Yūsuke Itagaki                        | Yūsuke Itagaki                        |         |
| 4. | „Teacher Teacher” (off vocal ver.)                                               | Yūto Hinata, Hirotaka Hayakawa, Belex | Yūto Hinata, Hirotaka Hayakawa, Belex |         |
| 5. | „Kimi wa boku no kaze” (jap. 君は僕の風) (off vocal ver.)                        | Daisuke Toyama                        | APAZZI                                |         |
| 6. | „Neko Allergy” (jap. 猫アレルギー) (off vocal ver.)                              | Yūsuke Itagaki                        | Yūsuke Itagaki                        |         |

| DVD | DVD                                                    | DVD     |
| Nr  | Tytuł utworu                                           | Długość |
| --- | ------------------------------------------------------ | ------- |
| 1.  | „Teacher Teacher” (Music Video)                        |         |
| 2.  | „Kimi wa boku no kaze” (jap. 君は僕の風) (Music Video) |         |
| 3.  | „Neko Allergy” (jap. 猫アレルギー) (Music Video)       |         |

### Wer. teatralna
| CD | CD                                                                               | CD                                    | CD                                    | CD      |
| Nr | Tytuł utworu                                                                     | Kompozycja                            | Aranżacja                             | Długość |
| -- | -------------------------------------------------------------------------------- | ------------------------------------- | ------------------------------------- | ------- |
| 1. | „Teacher Teacher”                                                                | Yūto Hinata, Hirotaka Hayakawa, Belex | Yūto Hinata, Hirotaka Hayakawa, Belex |         |
| 2. | „Kimi wa boku no kaze” (jap. 君は僕の風) (wyk. AKB48 Group Center Exam Senbatsu) | Daisuke Toyama                        | APAZZI                                |         |
| 3. | „Hachinosu Dance” (jap. 蜂の巣ダンス) (Team 8)                                   | Kiyosumi Iida                         | Kiyosumi Iida                         |         |
| 4. | „Teacher Teacher” (off vocal ver.)                                               | Yūto Hinata, Hirotaka Hayakawa, Belex | Yūto Hinata, Hirotaka Hayakawa, Belex |         |
| 5. | „Kimi wa boku no kaze” (jap. 君は僕の風) (off vocal ver.)                        | Daisuke Toyama                        | APAZZI                                |         |
| 6. | „Hachinosu Dance” (jap. 蜂の巣ダンス) (off vocal ver.)                           | Kiyosumi Iida                         | Kiyosumi Iida                         |         |

## Skład zespołu
| „Teacher Teacher” |
| --- |
| - AKB48 Team A: Katō Rena, Mukaichi Mion, Yokoyama Yui - AKB48 Team K: Kojima Mako, Komiyama Haruka - AKB48 Team B: Kubo Satone, Takahashi Juri, Fukuoka Seina - AKB48 Team B / NGT48 Team NIII: Kashiwagi Yuki - AKB48 Team 4: Murayama Yuiri, Yamauchi Mizuki - AKB48 Team 4 / STU48: Okada Nana - AKB48 Team 8 / AKB48 Team A: Okabe Rin, Oguri Yui - SKE48 Team S: Jurina Matsui - SKE48 Team KII: Yuna Obata - SKE48 Team E: Akari Suda - NMB48 Team N: Ayaka Yamamoto), Sayaka Yamamoto - NMB48 Team M: Miru Shiroma, Akari Yoshida - HKT48 Team H: Rino Sashihara, Nako Yabuki - HKT48 Team KIV: Sakura Miyawaki - HKT48 Team TII: Hana Matsuoka - NGT48 Team NIII: Yuka Ogino (środek), Rika Nakai - STU48: Yumiko Takino |

| „Kimi wa boku no kaze” |
| --- |
| Piosenka jest wykonywana przez 16. najlepszych członkiń wyłonionych przez AKB48 Group Center Examination z 10 marca 2018 roku. - AKB48 Team A: Ann, a Iriyama (16), Mion Mukaichi (1, środek), Yui Yokoyama (8) - AKB48 Team B: Saho Iwatate (2), Yukari Sasaki (8), Seina Fukuoka (6) - AKB48 Team B / NGT48 Team NIII: Yuki Kashiwagi (2) - AKB48 Team 4: Saya Kawamoto (8) - AKB48 Team 8 / AKB48 Team K: Erina Oda (12) - SKE48 Team S: Rika Tsuzuki (14) - SKE48 Team KII: Yuki Arai (8) - HKT48 Team H: Riko Sakaguchi (13), Rino Sashihara (14) - HKT48 Team KIV: Mai Fuchigami (4) - NGT48 Team NIII: Fuka Murakumo (4) - NGT48 Kenkyūsei: Aina Kusakabe (7) |

| „Romantic junbi-chū” |
| --- |
| - AKB48 Team A: Anna Iriyama, Rena Katō, Moe Gotō, Ayana Shinozaki, Kurumi Suzuki, Manaka Taguchi, Erii Chiba, Rei Nishikawa, Ayaka Maeda, Miho Miyazaki, Mion Mukaichi, Yui Yokoyama - AKB48 Team A / AKB48 Team 8: Rin Okabe, Hinano Okumoto, Yui Oguri (środek), Shitao Miu, Shimoaoki Karin, Tanikawa Hijiri, Chō Kurena, Hitomi Kotone, Yoshida Karen |

| „Shūden no yoru” |
| --- |
| - AKB48 Team K: Manami Ichikawa, Mako Kojima, Haruka Komiyama, Hinana Shimoguchi, Rena Nozawa, Nana Fujita, Minami Minegishi, Orin Mutō, Tomu Mutō, Shinobu Mogi, Kana Yasuda, Ami Yumoto - AKB48 Team K / AKB48 Team 8: Erina Oda, Narumi Kuranoo (środek), Misaki Terada, Ikumi Nakano, Haruna Hashimoto, Yuki Harumoto, Ayaka Hidaritomo, Moka Yaguchi, Kyōka Yamada, Nanami Yamada, Yui Yokoyama |

| „Atarashii Chime” |
| --- |
| - AKB48 Team B: Saho Iwatate, Shizuka Ōya, Saki Kitazawa, Satone Kubo (środek), Yukari Sasaki, Juri Takahashi, Kayoko Takita, Miyu Takeuchi, Megu Taniguchi, Chiyori Nakanishi, Yui Hiwatashi, Seina Fukuoka, Ayu Yamabe - AKB48 Team B / AKB48 Team 8: Nao Ōta, Hinako Okuhara, Misaki Kawahara, Akari Satō, Shiori Satō, Maria Shimizu, Yūna Hattori, Hitomi Honda, Ruka Yamamoto, Nanase Yoshikawa - AKB48 Team B / NGT48 Team NIII: Yuki Kashiwagi |

| „Neko Allergy” |
| --- |
| - AKB48 Team 4: Nanami Asai, Kaori Inagaki, Rio Ōkawa, Miyū Omori, Kawamoto Saya, Kiara Satō, Makiho Tatsuya, Misaki Taya, Ma Chia-ling, Yuiri Murayama, Mizuki Yamauchi (środek) - AKB48 Team 4 / AKB48 Team 8: Hatsuka Utada, Momoka Ōnishi, Yurina Gyōten, Nagisa Sakaguchi, Kaoru Takaoka, Ayane Takahashi, Sayaka Takahashi, Serika Nagano, Hinano Noda, Sayuna Hama, Hikaru Hirano, Rira Miyazato - AKB48 Team 4 / STU48: Nana Okada |

| „Hachinosu Dance” |
| --- |
| - AKB48 Team 8 / AKB48 Team A: Rin Okabe, Yui Oguri, Hijiri Tanikawa, Kotone Hitomi - AKB48 Team 8 / AKB48 Team K: Narumi Kuranoo, Ayaka Hidaritomo, Moka Yaguchi, Nanami Yamada, Yui Yokoyama (środek) - AKB48 Team 8 / AKB48 Team B: Nao Ōta, Shiori Satō - AKB48 Team 8 / AKB48 Team 4: Momoka Ōnishi, Yurina Gyōten, Nagisa Sakaguchi, Sayuna Hama, Rira Miyazato |

## Notowania
| Lista                             | Pozycja |
| --------------------------------- | ------- |
| Oricon Weekly Singles Chart       | 1       |
| Oricon Yearly Singles Chart       | 1       |
| Billboard Japan Hot 100           | 1       |
| Billboard Japan Hot Singles Sales | 1       |

## Sprzedaż
| Dane wg         | Sprzedaż   |
| --------------- | ---------- |
| Oricon          | 1 820 963  |
| Billboard Japan | 2 922 460+ |